# The Electric Co.
The Electric Co. – piosenka rockowej grupy U2, pochodząca z jej debiutanckiego albumu, Boy. Opowiada ona o chorych psychicznie pacjentach w Irlandii, którzy byli poddawani wstrząsom elektrycznym, w ramach terapii.
Utwór był regularnie grany w trakcie pierwszych czterech tras koncertowych zespołu. Zazwyczaj był wykonywany w połowie koncertu. Podczas występu w Edynburgu, 21 listopada 1981 roku, utwór został poprzedzony przez piosenkę znaną jako „Cry” i „The Cry”, która następnie została połączona z „The Electric Co.”, a jej główny riff został później wykorzystany w piosence „Is That All?”, pochodzącej z albumu October. „The Cry” poprzedzała każde wykonanie „The Electric Co.” podczas wszystkich koncertów, od czasu występu w Edynburgu do zakończenia trasy Unforgettable Fire Tour. W tym okresie Bono podczas wykonywania piosenki często dołączał do niej fragmenty utworu Stephena Sondheima, „Send in the Clowns”.
W trakcie trasy Joshua Tree Tour piosenka była grana bez udziału „The Cry”. Jej ostatnie wykonanie miało miejsce 3 kwietnia 1987 roku. Dopiero po siedemnastu latach powróciła ona na listę koncertowych utworów, przy okazji rozpoczęcia trasy Vertigo Tour, stając się jedną z ulubionych piosenek fanów. Jej wykonania stały się znane z powodu łączenia „The Electric Co.” z różnymi innymi utworami. Najczęściej były to piosenki: „Bullet with Butterfly Wings” The Smashing Pumpkins oraz „I Can See for Miles” The Who. W sumie, w trakcie grania piosenki, zespół połączył ją z ponad trzydziestoma różnymi utworami.
Piosenka znalazła się na dwóch wydawnictwach grupy nagranych na żywo: Under a Blood Red Sky i Vertigo: Live from Chicago. Na każdym z nich była poprzedzona przez „The Cry”.